# Sant’Aspreno al Porto (Nápoly)
A Sant’Aspreno al Porto egy nápolyi kápolna. Már a 8. században létezett, ekkor a kelmefestők tulajdona volt. Mai nevét a 18. század során kapta. A későbbiekben (1895) egybeépítették a tőzsde épületével, de néhány bizánci jellegű vonásai azonban ma is láthatók.